# Västra Skrävlinge Kirke
Västra Skrävlinge Kirke (svensk: Västra Skrävlinge kyrka) er en kirke i Västra Skrävlinge, og er sognekirke for Västra Skrävlinge församling i Lunds stift. Kirken ligger i bydelen Almgården, ved siden af Inre Ringvägen i Malmø. 
Kirken opførtes i årene 1862–63 efter et projekt af arkitekt P.C.W. Klein, og erstattede en middelalderlig kirke, der antages at være fra 1200-tallets begyndelse. Tårnets nedre del er resterne af tårnet fra den middelalderlige kirke, ligesom dele af den vestlige mur. Den nuværende kirkes udvendige dele er hvidkalket med en portal i gule mursten. I nærheden ligger en større kirkegård.

## Externa länkar
- Wikimedia Commons har flere filer relateret til Västra Skrävlinge Kirke

55°34′42″N 13°3′15″Ø / 55.57833°N 13.05417°Ø